# Municipio de Lincoln (condado de Blue Earth)
El municipio de Lincoln (en inglés: Lincoln Township) es un municipio ubicado en el condado de Blue Earth en el estado estadounidense de Minnesota. En el año 2010 tenía una población de 200 habitantes y una densidad poblacional de 2,15 personas por km².

## Geografía
El municipio de Lincoln se encuentra ubicado en las coordenadas 44°3′24″N 94°18′11″O / 44.05667, -94.30306. Según la Oficina del Censo de los Estados Unidos, el municipio tiene una superficie total de 93.07 km², de la cual 92,95 km² corresponden a tierra firme y (0,13 %) 0,12 km² es agua.

## Demografía
Según el censo de 2010, había 200 personas residiendo en el municipio de Lincoln. La densidad de población era de 2,15 hab./km². De los 200 habitantes, el municipio de Lincoln estaba compuesto por el 99 % blancos, el 0,5 % eran asiáticos y el 0,5 % eran de una mezcla de razas. Del total de la población el 0,5 % eran hispanos o latinos de cualquier raza.